# Maumun ̓Abdul Gajum
Maumun ̓Abdul Gajum (ur. 29 grudnia 1937 w Male) – malediwski polityk, prezydent Malediwów od 11 listopada 1978 do 11 listopada 2008.

## Młodość i edukacja
Jest synem Abdula Gajuma. Jego ojciec ze związków z ośmioma żonami miał 25 dzieci, spośród których Muamoon był dziesiątym. Matka Gajuma zmarła podczas studiów syna w Egipcie.
Gajum większość swojego dzieciństwa spędził w Egipcie. Wchodził w skład grupy 15 uczniów, wybranych przez prezydenta Mohameda Amina Didi do odbywania edukacji za granicą. Dlatego też w wieku 10 lat, we wrześniu 1947 Gajum opuścił Malediwy, by udać się do szkół w Egipcie. W trakcie podróży do Afryki, zatrzymał się na Cejlonie i z powodu wzrostu napięć w Egipcie oraz wybuchu wojny izraelsko-arabskiej w 1948 został tam ponad dwa lata. W tym czasie ukończył Royal College w Kolombo.
W marcu 1950 wyruszył z Kolombo do Egiptu, gdzie kształcił się na muzułmańskim Uniwersytecie Al-Azhar. Przez sześć miesięcy uczył się języka arabskiego, co pozwoliło mu studiować szariat i prawo cywilne. W 1966 uzyskał stopień licencjacki z dziedziny prawa szariatu i praw cywilnego, a w późniejszym czasie tytuł magistra. Dyplom ukończenia uczelni odbierał od prezydenta Nassera. Gajum ukończył również kurs języka angielskiego na Uniwersytecie Amerykańskim w Kairze.
Po zakończeniu studiów, w latach 1967–1969 pracował jako wykładowca na Uniwersytecie Kairskim, a później na Uniwersytecie Ahmadu Bello w Zarii w Nigerii.

## Kariera polityczna
W 1971 powrócił na Malediwy i rozpoczął pracę jako nauczyciel języka angielskiego, islamu i arytmetyki w  Aminiyya School. W 1972 został mianowany menedżerem rządowego Departamentu Transportu Morskiego.
W marcu 1973 został umieszczony w areszcie domowym za krytykę polityki prezydenta Ibrahima Nasira. W wyniku procesu, w maju 1973 został skazany na cztery lata wygnania. 21 maja 1973 został przetransportowany na wyspę Makunudhoo w archipelagu Atol Haa Dhaalu. Po pięciu miesiącach uwięzienia, został zwolniony w październiku 1973 w wyniku amnestii prezydenta Nasira przed wyborami prezydenckimi.
W 1974 został mianowany podsekretarzem, a następnie dyrektorem w Departamencie Telekomunikacji. W lipcu 1974 został ponownie aresztowany za krytykę władzy prezydenta Nasira. Tym razem był przetrzymywany w karcelu w więzieniu w Male. Po 50 dniach w celi został uwolniony we wrześniu 1974.
W tym samym roku został mianowany podsekretarzem w biurze premiera Ahmeda Zakiego. W marcu 1975 urząd premiera na Malediwach został zniesiony przez prezydenta Nasira i tym samym Gajum stracił swoją posadę. Jednakże zaraz potem Gajum objął funkcję zastępcy ambasadora Malediwów na Sri Lance. W 1975 przez dwa miesiące był członkiem delegacji Malediwów przy ONZ.
Po powrocie do kraju zajmował stanowiska podsekretarza stanu w Departamencie Spraw Zewnętrznych oraz wiceministra transportu. Od września 1976 do stycznia 1977 był stałym przedstawicielem Malediwów przy ONZ w Nowym Jorku. Od marca 1977 do listopada 1978 zajmował stanowisko ministra transportu w gabinecie prezydenta Nasira.

## Prezydent
W czerwcu 1978 Majis Malediwów (parlament) w drugim głosowaniu wybrało Maumoona Abdula Gajuma kandydatem na urząd prezydenta. W wyborach prezydenckich w listopadzie 1978, które miały charakter plebiscytu (tylko jeden kandydat – Gajum), Gajum został wybrany szefem państwa, uzyskując 93% głosów poparcia. Urząd objął 11 listopada 1978. W swą pierwszą zagraniczną podróż prezydent wyruszył we wrześniu 1979 do Libii.
Odtąd każde wybory prezydenckie na Malediwach miały charakter plebiscytu, z jednym kandydatem (Gajumem) wybieranym przez parlament. W wyborach w 1983 Gajum zdobył 95,6% głosów poparcia, w 1988 – 96,4%, w 1993 – 92,8%, w 1998 – 90,9%. 17 października 2003 uzyskał elekcję na szóstą kadencję z rzędu z poparciem 90,3% głosów.
Prezydent pełnił równocześnie funkcję szefa państwa i szefa rządu oraz dowódcy sił zbrojnych. Gajum stał również na czele Dhivehi Rayyithunge Party (Malediwska Partia Ludowa). Jest żonaty i ma czworo dzieci.
8 stycznia 2008 na wyspie Hoarafushi miała miejsce nieudana próba zamachu na prezydenta Gajuma. Młody mężczyzna usiłował dźgnąć prezydenta nożem, zawiniętym we flagę narodową jednak został powstrzymany przez 15-letniego skauta.

## Czarny Piąteki zamieszki społeczne
Krytykowany jest w kraju przez część społeczeństwa za autokratyczne rządy i nepotyzm. Jego krewni zajmują bowiem liczne posady w administracji państwowej.
W odpowiedzi na autorytarne rządy prezydenta na Malediwach zaczęły powstawać opozycyjne organizacje społeczne, które jednak nie mogły legalnie funkcjonować w kraju. W 2003 na Sri Lance opozycyjni uchodźcy, na czele Mohamedem Nasheedem, powołali do życia Malediwską Partię Ludową (dopiero od 2005 legalnie działającą na Malediwach).
W piątek 13 sierpnia 2004 na Malediwach doszło do wielkiej, niezaplanowanej i spontanicznie zorganizowanej demonstracji pokojowej. Demonstranci domagali się uwolnienia, zatrzymanych kilka dni wcześniej działaczy Malediwskiej Partii Demokratycznej. Z czasem pojawiły się także okrzyki z żądaniem ustąpienia prezydenta Gajuma. Administracja przeciw protestującym skierowała służby bezpieczeństwa, uzbrojone w pałki i gaz łzawiący. W wyniku brutalnej akcji pacyfikacyjnej rannych zostało kilkadziesiąt osób. Prezydent Gajum jeszcze tego samego dnia wprowadził w kraju stan wyjątkowy. Doszło do licznych aresztowań zwolenników i działaczy Malediwskiej Partii Demokratycznej. Więźniowie polityczni zostali wypuszczeniu dopiero po ułaskawieniu ich przez prezydenta, które Gajum ogłosił po tragicznych w skutkach tsunami w grudniu 2004.
Rok później, 12 sierpnia 2005, w celu uczczenia rocznicy Czarnego Piątku, Mohamed Nasheed z grupką innych działaczy Malediwskiej Partii Demokratycznej, urządził protest na Placu Republikańskim w Male. Po kilku godzinach protestujący zostali siłą usunięci z placu i uwięzieni w siedzibie służb bezpieczeństwa. W odpowiedzi na to, w stolicy wybuchły trzydniowe zamieszki, spacyfikowane ostatecznie przez siły wojskowe.

## Zmiany konstytucyjne i porażka wyborcza w 2008

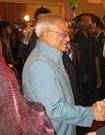
Prezydent Gayoom w 2007 roku.

Ze względu na coraz częstsze protesty społeczne i głosy domagające się demokratyzacji kraju, prezydent Gajum postanowił zorganizować 18 sierpnia 2007 referendum na temat systemu rządów na Malediwach. Wyborcy mieli dokonać wyboru pomiędzy dotychczasowym systemem prezydenckim, preferowanym przez Gajuma, a systemem parlamentarnym, popieranym przez opozycję. Według oficjalnych wyników, 62% wyborców opowiedziało się za prezydencką formą sprawowania władzy.
7 sierpnia 2008 prezydent Gajum podpisał nową konstytucję, uchwaloną wcześniej przez parlament. Nowa konstytucja wprowadzała po raz pierwszy wielopartyjne wybory prezydenckie.
Pierwsze demokratyczne wybory prezydenckie na Malediwach odbyły się 8 października 2008. Prezydent Gajum od początku wyrażał zamiar wzięcia udziału w nich. W pierwszej turze głosowania zmierzył się z 5 innymi kandydatami. Wybory w pierwszej turze głosowania wygrał prezydent Gajum, zdobywając 40,3 głosów poparcia, przed Mohamedem Nasheedem, który zdobył 24,9% głosów.
Jednak zaraz po pierwszej turze głosowania wszyscy pozostali kandydaci opozycji przekazali swoje poparcie na rzecz jego rywala. W drugiej turze wyborów, która miała miejsce 28 października 2008, Gajum przegrał z Mohamedem Nasheedem, stosunkiem głosów 45,3% do 53,65%.
Od 2011 roku jest przewodniczącym Progresywnej Partii Malediwów. Partia ta pod jego przewodnictwem w wyborach parlamentarnych w 2014 roku zdobyła 40% głosów, co poskutkowało uzyskaniem 34 mandatów w 85-osobowym parlamencie.